# Hammerfall
Hammerfall (offizielle Schreibweise: HammerFall) ist eine schwedische Power-Metal-Band, die 1993 in Göteborg gegründet wurde. Der Bandname ist dem Lied „Lucifer’s Hammer“ der US-amerikanischen Band Warlord entnommen, welches die Textzeile „The hammer will fall on you!“ enthält.

## Geschichte

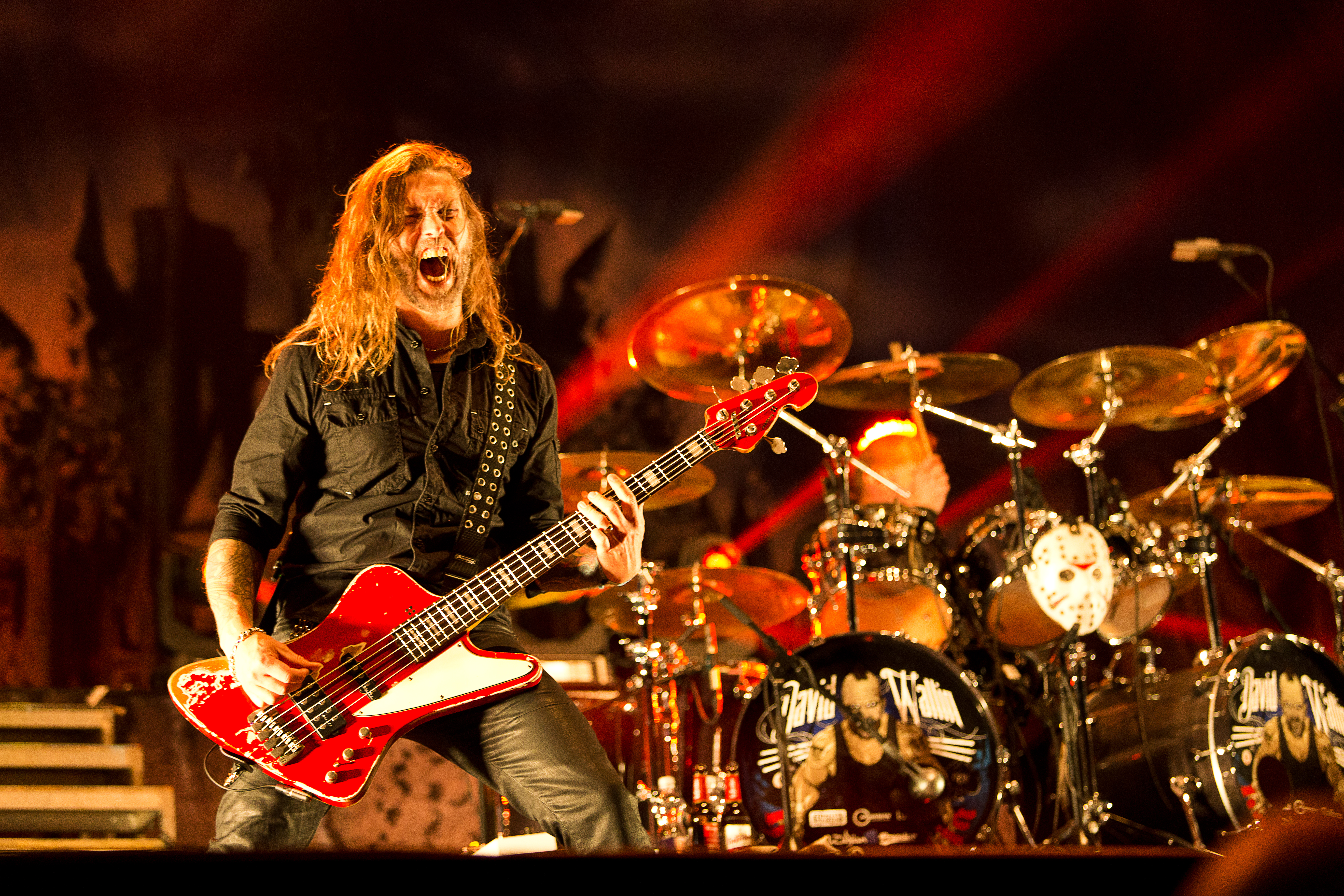
Fredrik Larsson auf dem Rockharz 2015 in Ballenstedt

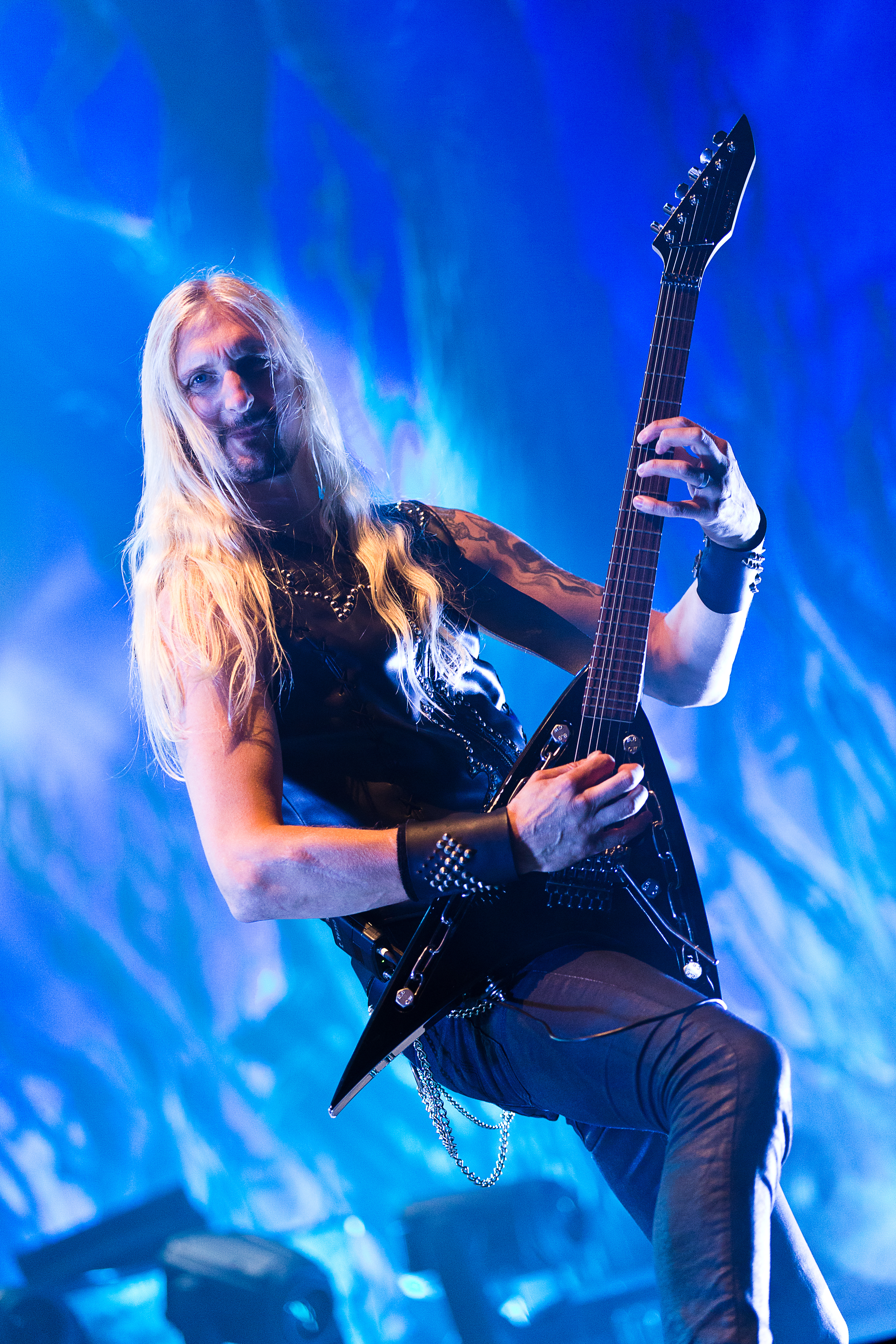
Oscar Dronjak auf dem Rockharz 2015 in Ballenstedt.

Ursprünglich wurde Hammerfall 1993 als Projekt von Oscar Dronjak und In-Flames-Gitarrist Jesper Strömblad gegründet. 1996 nahm Hammerfall am schwedischen Bandwettbewerb Rockslaget („Die Rock-Schlacht“) teil und erreichte dort in der landesweiten Ausscheidung das Halbfinale. Während des Wettbewerbs wurde Sänger Mikael Stanne durch Joacim Cans ersetzt.

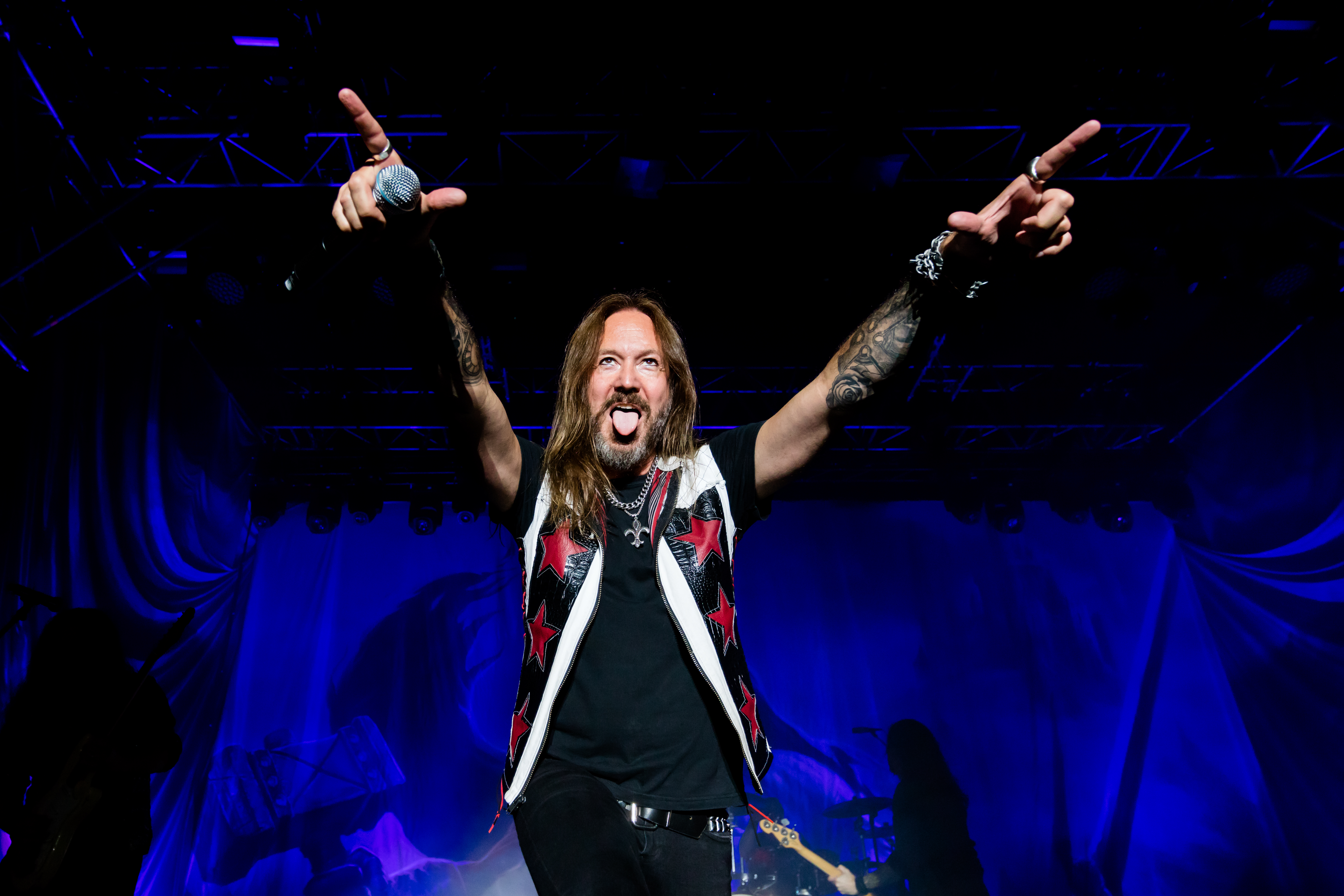
Joacim Cans beim Zeltfestival Rhein-Neckar in Mannheim 2017

Im selben Jahr arbeitete die Band für kurze Zeit mit dem niederländischen Label Vic Records zusammen und veröffentlichten in den Niederlanden ihr Debütalbum Glory to the Brave. Anfang des Jahres 1997 unterschrieb Hammerfall schließlich einen Vertrag mit dem deutschen Label Nuclear Blast über die europaweite Veröffentlichung des Albums. Glory to the Brave löste europaweit einen neuen Heavy-Metal-Boom aus, nachdem im Laufe der 1990er Jahre der traditionelle Heavy Metal von vielen im Zuge der Grunge-Welle und nachfolgender neuerer Rockmusikstile für „tot“ erklärt wurde.
Hammerfall war der Neuling des Jahres 1997 im Metal-Bereich. Das Debütalbum erreichte hervorragende Kritiken, verkaufte sich weltweit hunderttausendfach und stieg in Deutschland auf Platz 36 in die Charts ein. Hammerfall tourte im selben Jahr durch Europa und spielte unter anderem auf dem Wacken Open Air. Mit ihrem zweiten Studioalbum Legacy of Kings von 1998 schaffte die Band es sogar auf Platz 15 der deutschen Albumcharts. Sie war bereits mehrmals für den Grammis nominiert, konnte diesen aber nie gewinnen.
Das dritte Album Renegade aus dem Jahr 2000 brachte musikalisch keine Neuerungen, verstärkte den Erfolg der Band aber weiter und erreichte in Schweden die Spitze der Albumcharts. Das vierte Album Crimson Thunder folgte im Jahr 2002. Für dieses Album wurde Hammerfall auf einem Konzert in Göteborg am 20. Februar 2003 mit einer goldenen Schallplatte ausgezeichnet. Der Mitschnitt dieses Konzerts wurde 2003 unter dem Titel One Crimson Night als Livealbum veröffentlicht. Auf diesem Livealbum finden sich als Bonustitel außerdem zwei Aufnahmen aus Guadalajara in Mexiko und ein in Santiago de Chile gespieltes Lied. Im selben Jahr zollte Joacim Cans den Namensgebern der Band Tribut und sang das Warlord-Comebackalbum Rising Out of the Ashes ein.
Mitte 2003 musste Hammerfall nach einem schweren Motorradunfall von Oscar Dronjak sämtliche Aktivitäten bis Anfang 2004 unterbrechen. Joacim Cans nutzte diese Zeit, um sein Soloalbum Beyond the Gates aufzunehmen. Daneben war Cans auch bei Mrs. Hippie tätig. Das nächste Album von Hammerfall erschien Anfang 2005 und trug den Titel Chapter V – Unbent, Unbowed, Unbroken. Zu den Olympischen Winterspielen 2006 in Turin nahm die Band zusammen mit der schwedischen Damen-Curling-Olympiamannschaft ein Video auf, welches die fünf Männer im Wettstreit mit den Damen zeigt. Grundlage des Videos bildete Hearts on Fire vom Album Crimson Thunder. Im Oktober desselben Jahres erschien das neue Album Threshold, dem im Vormonat die Single Natural High vorausgegangen war.
Der bisherige Bassist Magnus Rosén verließ im März 2007 die Band, da er sich stärker auf andere Projekte konzentrieren wollte. Nachfolger wurde Fredrik Larsson, der bereits in den 1990er-Jahren mit der Band gearbeitet hatte. Zusammen arbeiteten sie im Mai 2007 auf Teneriffa am Best-Of-Album Steel Meets Steel – Ten Years of Glory. Auf dem Doppelalbum vom 12. Oktober 2007 finden sich unter anderem drei neue Lieder, eine Neuaufnahme von Hammerfall und zwei Liveaufnahmen von 1998. Gitarrist Stefan Elmgren verließ Anfang April 2008 die Band, um als Pilot arbeiten zu können. Nachfolger wurde Pontus Norgren, der dafür seine Tätigkeit bei The Poodles aufgab. Das Album No Sacrifice, No Victory erschien am 20. Februar 2009 und verzeichnete mit Platz 7 den bis dahin für die Band höchsten Neueinstieg in den deutschen Charts.
Am 20. Mai 2011 erschien ihr achtes Studioalbum Infected, welches in Deutschland Platz neun erreichte. Nach einer einjährigen Pause kündigte Hammerfall im Dezember 2013 für den August 2014 ein neues Studioalbum und einen besonderen Auftritt auf dem Wacken Open Air an, bei dem die Band ihr Debütalbum Glory to the Brave in voller Länge spielte. Zusätzlich wurde die Band für den Song The Dragon Lies Bleeding durch Stefan Elmgren unterstützt.
Das neunte Studioalbum heißt (r)Evolution und erschien in Deutschland am 29. August 2014. Als Produzent wurde Fredrik Nordström gewählt, welcher bereits die ersten beiden Hammerfall-Alben produzierte. Des Weiteren stammt das Album-Cover, wie bei den ersten drei Alben, von Andreas Marschall und enthält einige Anspielungen auf deren Gestaltungen. Die erste Single namens Bushido (jap. 武士道, wörtlich „Weg (dō) des Kriegers (Bushi)“) wurde am 18. Juli gemeinsam mit einer neuen Version von The Way of the Warrior und zeitgleich zum Neustart der offiziellen Webseite veröffentlicht.
Im März 2016 wurde mit der Ankündigung eines zehnten Studioalbums ein Labelwechsel zu Napalm Records bekanntgegeben. Das Album Built to Last erschien am 4. November 2016.
Am 16. August 2019 erschien das elfte Studioalbum Dominion.

## Musikstil
Der Stil von Hammerfall wurde durch den Heavy Metal der 1980er Jahre beeinflusst, wobei besonders der Einfluss von Helloween erkennbar ist. Andere sehen in ihrer Musik Parallelen zu Judas Priest, Manowar und Accept. Um ihre Wurzeln zu zeigen, wurden auch einige Stücke für Tributealben von Helloween, Dio und Twisted Sister eingespielt. Ebenso ehrten sie eines ihrer Vorbilder, Stormwitch, mit dem Cover des Songs Ravenlord auf der EP Glory to the Brave, 2004 trat dessen Sänger mit Hammerfall auf dem Wacken Open Air auf. Daneben zeigt insbesondere das 2008 veröffentlichte Coveralbum Masterpieces noch Einflüsse von weniger bekannten Bands wie Warlord, Heavy Load, Chastain oder Loudness auf. Der heutige Stil von Hammerfall zeichnet sich durch eingängige Melodien, klassische Harmonien und genretypische Doublebass aus. Die Gitarrensoli zeigen oft Anleihen am Neo-Barock. Der Gesang ist klar und hoch (Falsett). Der Aufbau der Lieder hat meist klassische Strophenform, die Texte orientierten sich auf den ersten fünf Alben an einigen Elementen des True Metal, zu dem sich die Band selbst jedoch nie bekannt hat. Die folgenden Werke zeigten, spätestens seit dem Einstieg Pontus Norgrens, verstärkt Einflüsse aus dem klassischen Heavy Metal.
Im Laufe der Karriere wechselte die Band mehrmals den Musikproduzenten: Nachdem die ersten beiden Alben unter Fredrik Nordström eingespielt worden waren, folgte Renegade unter Michael Wagener. Von Crimson Thunder bis No Sacrifice, No Victory lag die Produzentenrolle bei Charlie Bauerfeind. Das Album Infected wurde von James Michael, Oscar Dronjak und Pontus Norgren produziert.

## Diskografie
Studioalben

| Jahr | Titel Musiklabel                                   | Höchstplatzierung, Gesamtwochen, AuszeichnungChartplatzierungen (Jahr, Titel, Musiklabel, Platzierungen, Wochen, Auszeichnungen, Anmerkungen) | Höchstplatzierung, Gesamtwochen, AuszeichnungChartplatzierungen (Jahr, Titel, Musiklabel, Platzierungen, Wochen, Auszeichnungen, Anmerkungen) | Höchstplatzierung, Gesamtwochen, AuszeichnungChartplatzierungen (Jahr, Titel, Musiklabel, Platzierungen, Wochen, Auszeichnungen, Anmerkungen) | Höchstplatzierung, Gesamtwochen, AuszeichnungChartplatzierungen (Jahr, Titel, Musiklabel, Platzierungen, Wochen, Auszeichnungen, Anmerkungen) | Anmerkungen                                                                                            |
| Jahr | Titel Musiklabel                                   | DE | AT | CH | SE | Anmerkungen                                                                                            |
| ---- | -------------------------------------------------- | --- | --- | --- | --- | --- |
| 1997 | Glory to the Brave Nuclear Blast                   | DE38 (7 Wo.)DE | AT40 (3 Wo.)AT | — | — | Erstveröffentlichung: 27. Juni 1997                                                                    |
| 1998 | Legacy of Kings Nuclear Blast                      | DE15 (4 Wo.)DE | AT34 (2 Wo.)AT | — | SE15 (4 Wo.)SE | Erstveröffentlichung: 28. September 1998                                                               |
| 2000 | Renegade Nuclear Blast                             | DE17 (5 Wo.)DE | AT43 (1 Wo.)AT | CH72 (2 Wo.)CH | SE1 Gold · (9 Wo.)SE | Erstveröffentlichung: 9. Oktober 2000 Verkäufe: + 40.000 Wiederveröffentlichung: 2021 als Renegade 2.0 |
| 2002 | Crimson Thunder Nuclear Blast                      | DE13 (5 Wo.)DE | AT65 (1 Wo.)AT | CH83 (1 Wo.)CH | SE3 Gold · (9 Wo.)SE | Erstveröffentlichung: 28. Oktober 2002 Verkäufe: + 30.000                                              |
| 2005 | Chapter V: Unbent, Unbowed, Unbroken Nuclear Blast | DE12 (4 Wo.)DE | AT36 (4 Wo.)AT | CH39 (3 Wo.)CH | SE4 (12 Wo.)SE | Erstveröffentlichung: 4. März 2005                                                                     |
| 2006 | Threshold Nuclear Blast                            | DE15 (5 Wo.)DE | AT30 (3 Wo.)AT | CH32 (4 Wo.)CH | SE1 (8 Wo.)SE | Erstveröffentlichung: 18. Oktober 2006                                                                 |
| 2009 | No Sacrifice, No Victory Nuclear Blast             | DE7 (6 Wo.)DE | AT25 (4 Wo.)AT | CH20 (5 Wo.)CH | SE2 Gold · (11 Wo.)SE | Erstveröffentlichung: 20. Februar 2009 Verkäufe: + 20.000                                              |
| 2011 | Infected Nuclear Blast                             | DE9 (4 Wo.)DE | AT17 (3 Wo.)AT | CH21 (5 Wo.)CH | SE2 (9 Wo.)SE | Erstveröffentlichung: 20. Mai 2011                                                                     |
| 2014 | (r)Evolution Nuclear Blast                         | DE4 (4 Wo.)DE | AT13 (3 Wo.)AT | CH5 (4 Wo.)CH | SE1 (6 Wo.)SE | Erstveröffentlichung: 27. August 2014                                                                  |
| 2016 | Built to Last Napalm Records                       | DE8 (4 Wo.)DE | AT19 (2 Wo.)AT | CH15 (2 Wo.)CH | SE6 (1 Wo.)SE | Erstveröffentlichung: 6. November 2016                                                                 |
| 2019 | Dominion Napalm Records                            | DE4 (5 Wo.)DE | AT11 (2 Wo.)AT | CH2 (3 Wo.)CH | SE2 (1 Wo.)SE | Erstveröffentlichung: 16. August 2019                                                                  |
| 2022 | Hammer of Dawn Napalm Records                      | DE5 (4 Wo.)DE | AT14 (2 Wo.)AT | CH9 (5 Wo.)CH | SE4 (1 Wo.)SE | Erstveröffentlichung: 25. Februar 2022                                                                 |
| 2024 | Avenge the Fallen Nuclear Blast                    | DE3 (2 Wo.)DE | AT10 (2 Wo.)AT | CH2 (4 Wo.)CH | SE1 (1 Wo.)SE | Erstveröffentlichung: 9. August 2024                                                                   |

## Besetzung
Galerie

Hammerfall, Line-up beim Rockharz 2018
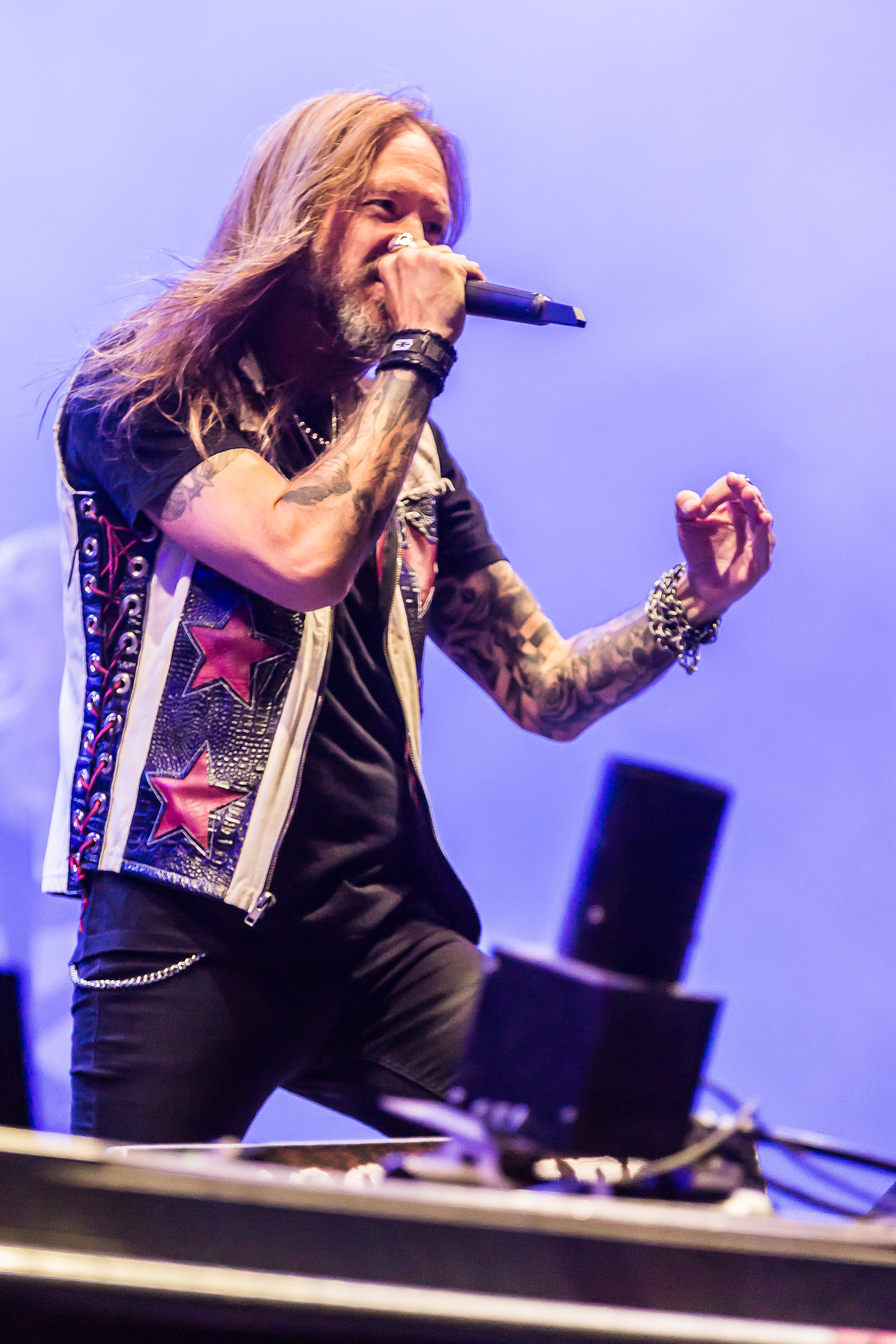
Sänger Joacim Cans
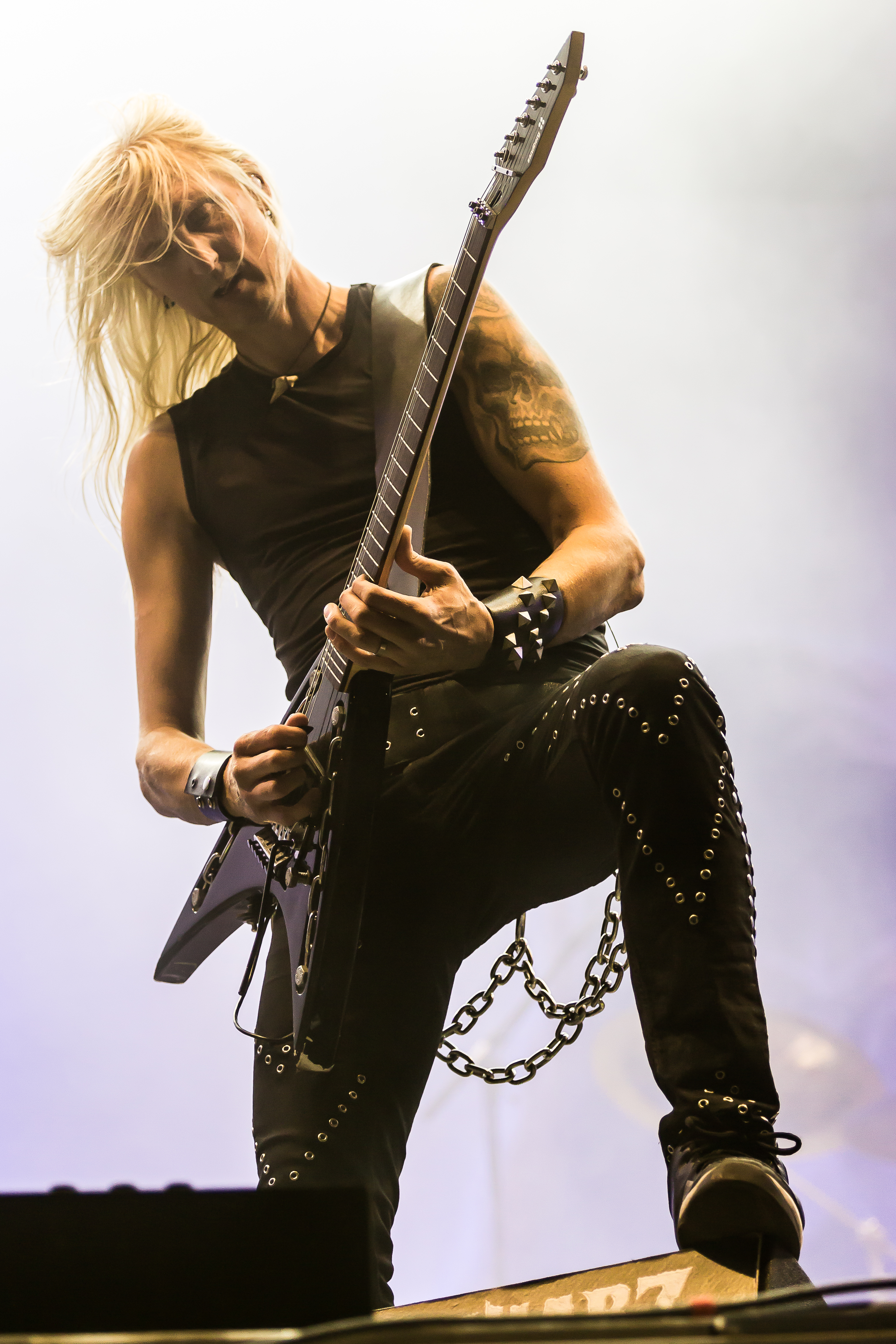
Gitarrist Oscar Dronjak
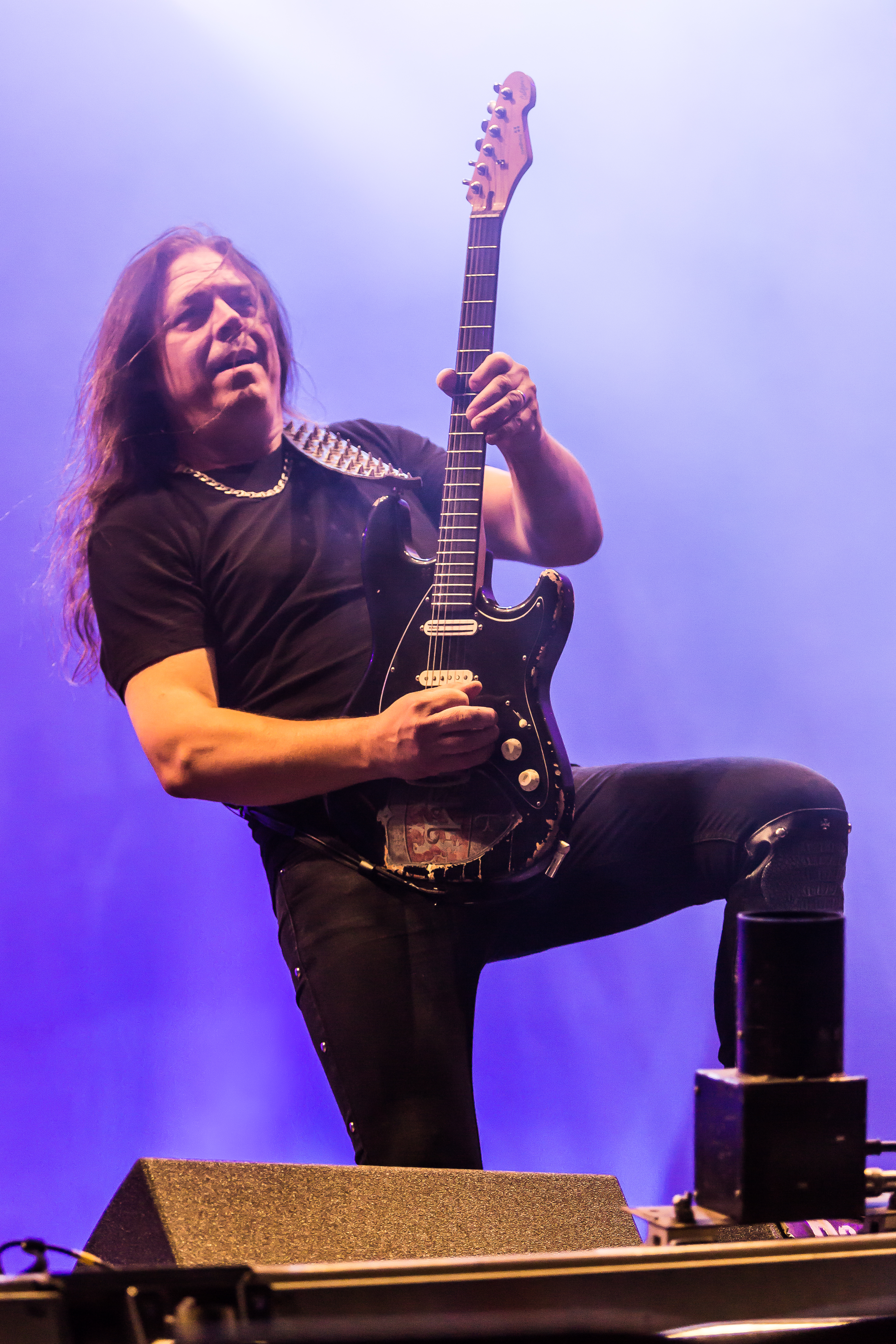
Gitarrist Pontus Norgren
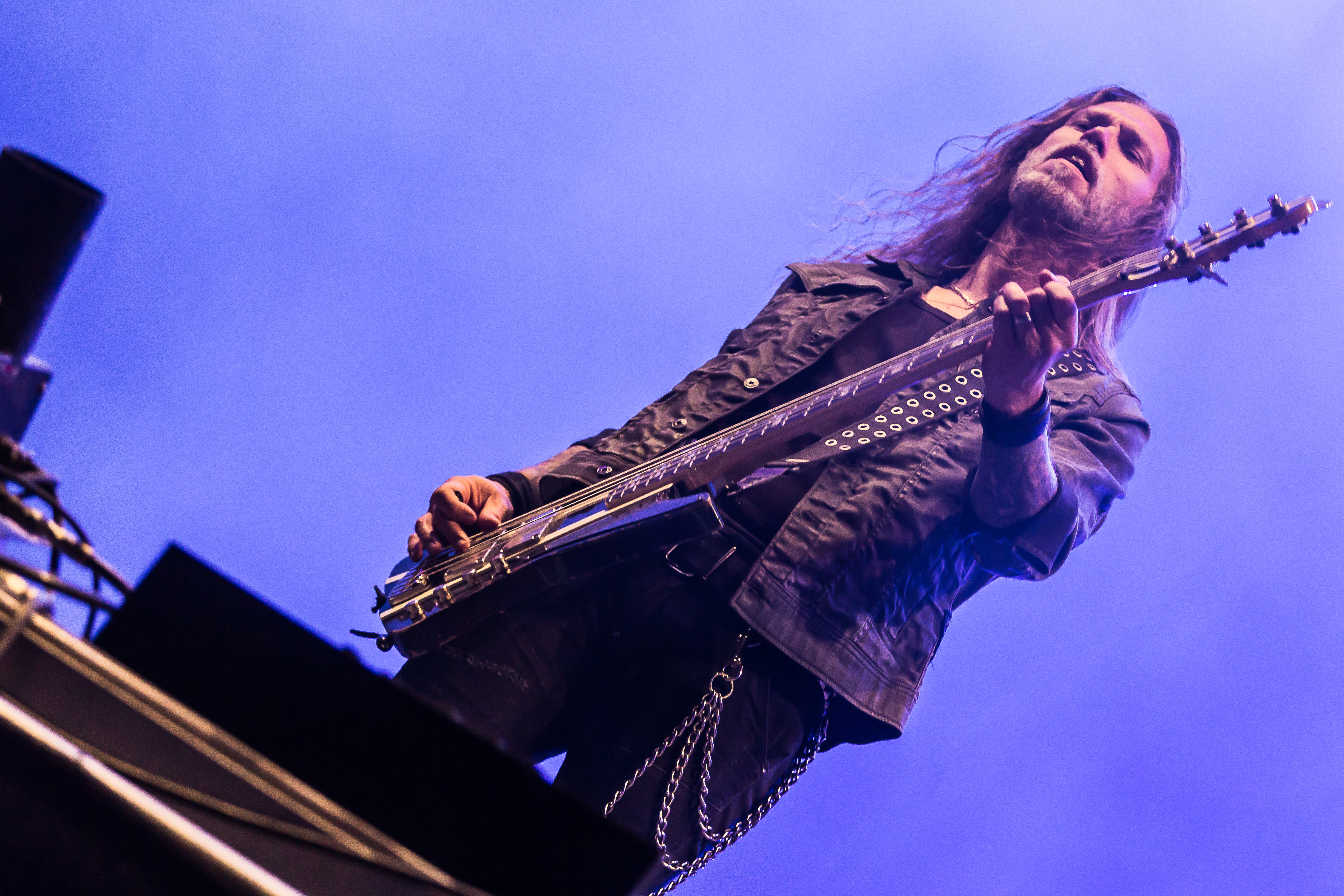
Bassist Fredrik Larsson

Zeitstrahl